# Бальцола
Бальцола (итал. Balzola) — коммуна в Италии, располагается в регионе Пьемонт, в провинции Алессандрия.
Население составляет 1447 человек (2008 г.), плотность населения составляет 87 чел./км². Занимает площадь 17 км². Почтовый индекс — 15031. Телефонный код — 0142.
Покровителем населённого пункта считается святой Рох.

## Демография
Динамика населения:

## Администрация коммуны
- Официальный сайт: